# Sergej Chatsjatrjan

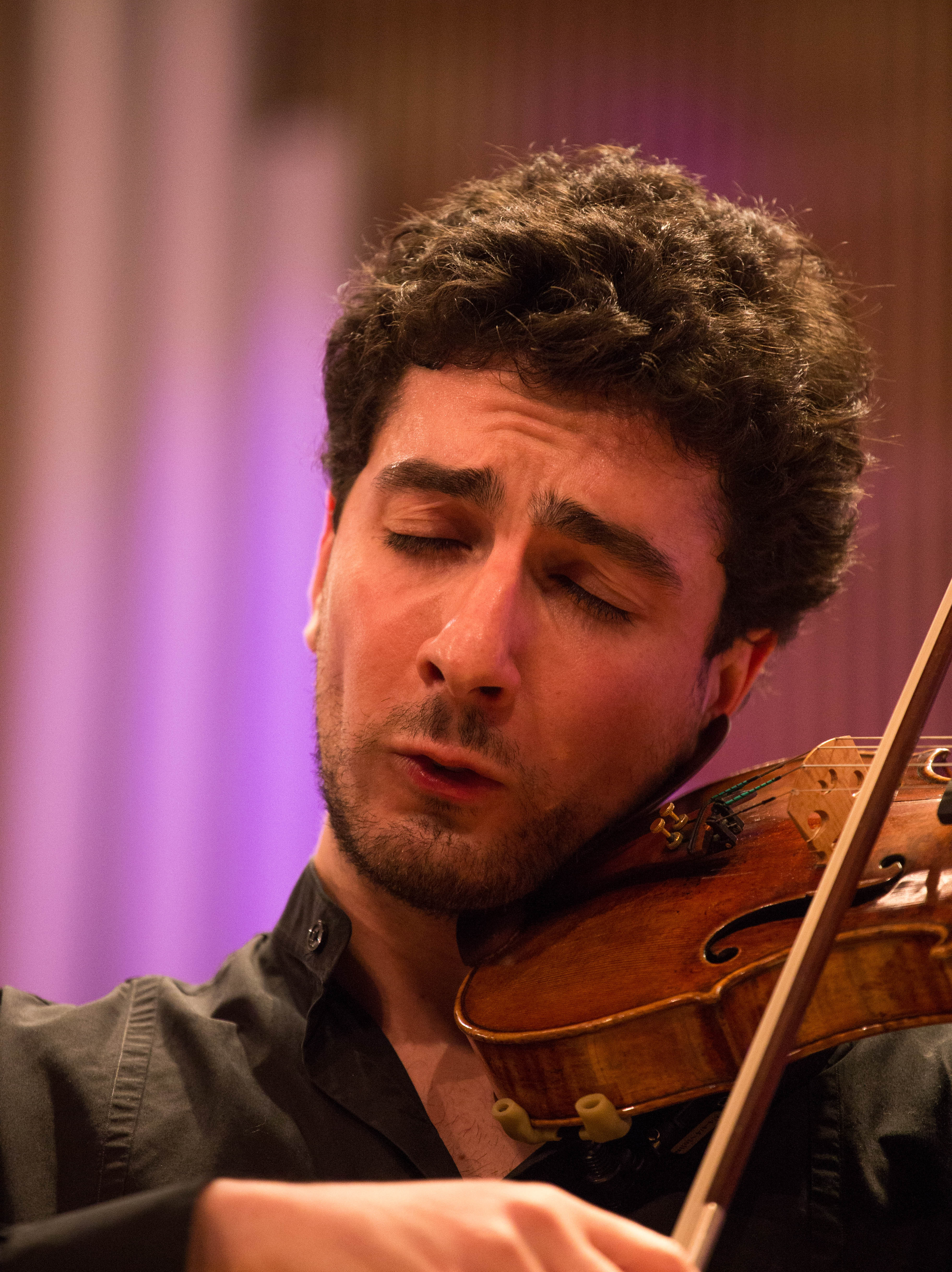
Sergej Chatsjatrjan

Sergej Chatsjatrjan (Armeens: Սերգեյ Խաչատրյան; ook wel gespeld als Sergei Khachatryan) (Jerevan, 1985) is een Armeens violist. Hij won de eerste prijs in de Koningin Elisabethwedstrijd 2005 (voor viool) te Brussel.

## Levensloop
Toen hij zes jaar was kreeg Sergej Chatsjatrjan zijn eerste vioollessen van professor P. Haykazyan in Armenië; daarna studeerde hij bij professor G. Zhislin in Würzburg en sinds 1996 is hij leerling van professor Josef Rissin aan  de Hochschule für Musik in Karlsruhe. Als negenjarige gaf hij zijn eerste concert met orkest in het Wiesbadener Kurhaus. Twee jaar later volgde in het Franse Marignane zijn debuut met kamermuziek. In het jaar 2000 won hij de tweede prijs bij de Fritz Kreislerwedstrijd in Wenen, en de eerste prijs bij de Louis Spohr wedstrijd in Freiburg en de eerste prijs bij de Internationale vioolwedstrijd Jean Sibelius in Helsinki, waar hij met zijn vijftien jaar de jongste deelnemer ooit was. Hij maakte zijn debuut in New York op 4 augustus 2006, waar hij het vioolconcert van Beethoven speelde in de Avery Fisher zaal met dirigent Osmo Vänskä. In 2005 won hij de eerste prijs in de prestigieuze Koningin Elisabethwedstrijd 2005 (voor viool). 

## Prijzen en onderscheidingen
- 2000: Eerste prijs bij de Internationale Louis Spohr Wedstrijd in Freiburg voor jonge violisten;
2000: Eerste prijs bij de International Jean Sibelius Violin Competition in Helsinki;
2000: Tweede prijs bij de Internationale Fritz Kreisler wedstrijd in Wenen
- 2002: Tweede prijs bij de J. Gingold wedstrijd in Indianapolis
- 2005: Eerste prijs Koningin Elisabethwedstrijd 2005 (voor viool) in Brussel.
- 2010: Winnaar Beethoven Ring Award
- 2014: Winnaar Credit Suisse Young Artist Award

Bij de Koningin Elisabethwedstrijd won hij de 1708 ‘Huggins’ Stradivarius ter leen van de Nippon Music Foundation voor een periode van vier jaar.

## Discografie
In oktober 2002 verscheen zijn eerste CD bij EMI Classics.

Verder heeft hij drie CD’s opgenomen op Naïve Classique.

- Jean Sibelius: Vioolconcert en Aram Chatsjatoerjan Vioolconcert
- Dmitri Sjostakovitsj: Vioolconcerten 1 en 2.
- J.S. Bach: Sonatas & Partitas, BWV 1001-1006   (2010)